# Ted 2
Ted 2 és una pel·lícula de comèdia americana del 2015, dirigida per Seth MacFarlane. És la seqüela de la pel·lícula del 2012 Ted. El guió va ser escrit per MacFarlane, Alec Sulkin, i Wellesley Wild. La pel·lícula és protagonitzada per Mark Wahlberg i MacFarlane, i segueix la lluita de Ted pels seus drets civils quan les autoritats determinen que és una propietat, més que una persona.

## Argument
Casats des de fa poc, Ted i Tami-Lynn desitgen tenir un fill per resoldre els seus problemes domèstics. Però, per això, Ted ha de provar a prop d'un jutge que és una persona i doncs un ésser humà. A més, la societat Hasbro el busca amb l'ajuda d'un antic enemic.

## Repartiment
- Mark Wahlberg: John Bennett
- Seth MacFarlane: Ted (veu)
- Amanda Seyfried: Samantha Leslie Jackson
- Jessica Barth: Tami-Lynn
- Giovanni Ribisi: Donny
- Morgan Freeman: Patrick Meighan
- Sam J. Jones: ell mateix
- Patrick Warburton: Guy
- Michael Dorn: Rick
- Bill Smitrovich: Frank
- John Slattery: Sra. Shep Wild
- John Carroll Lynch: Tom Jessup
- Ron Canadà: el jutge
- Sebastian Arcelus: Dr. Ed Danzer
- Patrick Stewart: el narrador
- Liam Neeson: un client del supermercat (cameo)
- Dennis Haysbert: el metge especialitzat en fertilitat (cameo)
- Jay Leno: ell mateix (cameo)

## Producció

### Desenvolupament
Després de Ted, es va anunciar ràpidament una continuació gràcies als molt bons resultats al box-office (549 368 315 $ al món)

### Repartiment dels papers
Mila Kunis no reprendrà el seu personatge de Lori Collins pel seu embaràs i Amanda Seyfried tindrà el primer paper femení de la continuació.
El setembre de 2014, amb el rodatge ja començat, s'anuncia que Morgan Freeman farà el paper de l'advocat de Ted.
Stephen Collins s'havia unit al repartiment. Però després de la revelació d'actes pedòfils en el lloc americà TMZ l'octubre de 2014, va ser despatxat poc temps després.

### Rodatge
El rodatge comença el 28 de juliol de 2014, com va anunciar el director a Twitter. Té lloc a Massachusetts: Boston, Wareham, Ipswich, Norfolk i Danvers.

## Acollida

### Crítica
En conjunt, rep una acollida regular de part dels crítics professionals. Als països anglòfons, el lloc Rotten Tomatoes li dona una taxa d'aprovació del 46 % basat en 151 vots, mentre que sobre el lloc Metacritic, obté un Metascore de 48/100 basat en 38 parers. A França, el lloc Allociné li dona una mitjana de 2,8/5 basada en 22 crítics de premsa.
Tanmateix, Ted 2 obté una bona acollida del públic, ja que els espectadors li donen una mitjana de 3,8/5, mentre que sobre el lloc d'IMDb, obté la nota de 6,7/10.

### Box-office
La seva primera setmana d'explotació als Estats Units, el film acumula 33.507.870 $. Es troba a la tercera plaça del box-office americà, darrere de Jurassic World i Vice Versa.
La seva segona setmana d'explotació als Estats Units, el film acumula 27.890.003 $. Es troba a la cinquena plaça del box-office americà, darrere de Magic Mike XXL, Terminator Genisys, Jurassic World i Vice Versa.
La seva tercera setmana d'explotació als Estats Units, el film acumula 71.619.000 $. Es troba a la setena plaça al box-office americà, darrere de Magic Mike XXL, Gallows, Terminator Genisys, Vice Versa, Jurassic World i Els Minions.